# Жвелгайтис
Жвелгайтис (лит. Žvelgaitis, нем. Svelgates; буквально: смотрящий вокруг) ― литовский князь, который умер в 1205 году. Является самым первым литовским князем, чьё имя на данный момент известно из достоверных источников. Описание его военного похода и смерти даётся в хронике за авторством Генриха Латвийского, немецкого летописца, который работал над своими трудами в начале XIII века. В них идёт повествование об истории Латвии в период с 1186 по 1227 года. Жвелгайтис описывается как «богатый и могучий» правитель, однако вместе с тем не являвшийся верховным князем, а лишь только возглавлявшим армию этого более сильного князя.
В 1205 году Жвелгайтис повёл за собой несколько тысяч всадников из Литвы на север по пути через Ригу, чтобы напасть на земли Эстонии и разграбить их. Возвращаясь из Эстонии в середине зимы, с военной добычей и эстонскими рабами, его войска были застигнуты врасплох и попали в засаду во время перехода через сугробы, доходившие воинам по пояс. На них напал отряд, состоявший из ливонских и немецких жителей Риги, которые находились под командованием Виестартса, правителя земгалов. Сам Виестартс не принимал непосредственного участия в битве, а только координировал атаки, сидя в санях. Жвелгайтис погиб от копья, брошенного немцем по имени Теодор Шиллинг. 1 200 литовских воинов погибли. Эстонские рабы были убиты вместе с ними, в отместку за «прошлые преступления» против ливонцев. В Литве многие скорбили по Жвелгайтису. Источники также говорят, что пятьдесят жён литовских воинов наложили на себя руки от горя, в надежде скорее оказаться подле своих убитых мужей.